# Stamsund
Stamsund es una localidad de la provincia de Nordland, en la región de Nord-Norge, Noruega. Tiene una población estimada. a principios de 2020, de 1091 habitantes.
Se encuentra ubicada en la costa noroccidental de la península escandinava, cerca del fiordo Ofotfjord.  